# St. Peter und Paul (Unterebersbach)

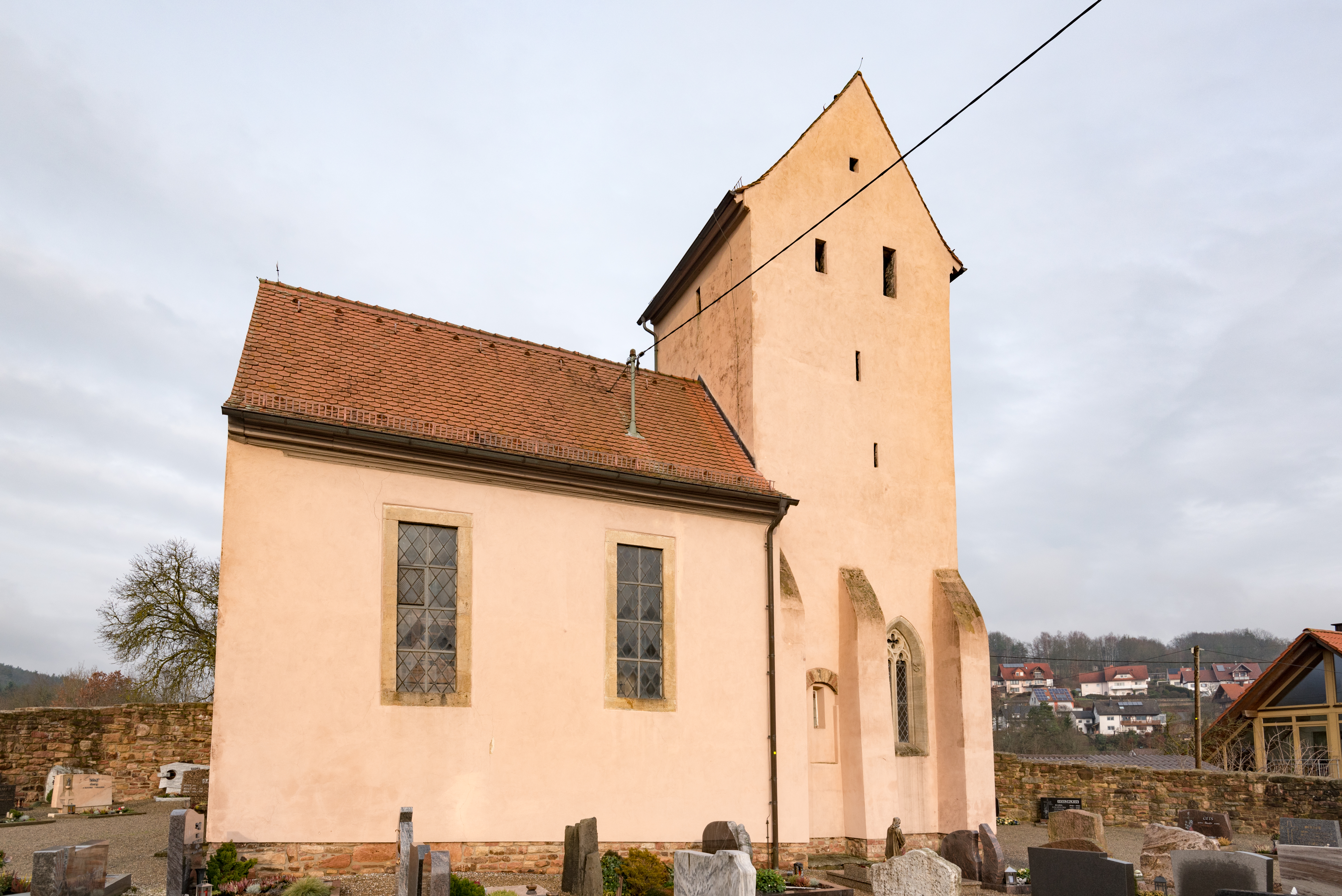
Die Kirche St. Peter und Paul in Unterebersbach

St. Peter und Paul ist eine römisch-katholische Friedhofskirche in Unterebersbach, einem Gemeindeteil von Niederlauer im unterfränkischen Landkreis Rhön-Grabfeld in Bayern. Das denkmalgeschützte Bauwerk entstand Ende des 15. Jahrhunderts.
Die Kirche ist den Aposteln Peter und Paul geweiht.

## Geschichte
Die Chorturmkirche gilt als eines der ältesten Baudenkmäler der Region und hat seinen Ursprung wahrscheinlich schon in karolingischer Zeit. Das Portal an der Westseite, das in einen großen Rundblendbogen eingefügt ist, trägt die Jahreszahl „1498“. Das Langhaus mit Satteldach wird der Romanik zugerechnet.
Der Charakter der Wehrkirche kommt in den Schießscharten und die alte Ummauerung zum Ausdruck. Heute dient die Kirche als Friedhofskapelle. Die aus Naturstein bestehende, im Kern wohl spätmittelalterliche Friedhofsmauer steht ebenfalls unter Denkmalschutz.